# 赫蘇斯·喬爾·迪亞斯·埃爾南德斯
赫蘇斯·喬爾·迪亞斯·埃爾南德斯（西班牙語：Jesús Joel Díaz Hernández）是一位於1999年至2001年期間被古巴政府監禁的古巴記者，其監禁引致了一些人權組織為他抗議，其中包括把迪亞斯·埃爾南德斯稱為「良心犯」的國際特赦組織。

## 早期生涯
在被逮捕之前，迪亞斯·埃爾南德斯是阿維拉獨立記者合作組織（Cooperativa Avileña de Periodistas Independientes）的執行董事，而這個組織是一個旨在挑戰政府對媒體的壟斷的獨立新聞機構。這個組織旨在挑戰政府，全因當時古巴的審查制度令所有媒體都要為古巴共產黨的革命取向部監控，嚴重違反了新聞自由。於2006年，保護記者委員會把古巴命為世界上審查第七多的國家。於2011年，非政府組織自由之家的《新聞自由報告》更把古巴命為美洲上審查最多的國家，可見古巴對新聞自由的限制之高。作為一個獨立的新聞工作者，迪亞斯·埃爾南德斯因報道國家禁止內容而遭到多次威脅和騷擾。於1997年，他被警方短暫地拘留。翌年，他在與一些獨立記者會見後，便在街道上被襲擊。

## 逮捕和釋放
於1999年1月18日，迪亞斯·埃爾南德斯被政府逮捕。翌日，他在法庭上被定為“危險人物”。古巴刑法典上對“危險人物”的描述為「傾向特殊，明顯違背社會主義道德準則並犯罪的人」。迪亞斯·埃爾南德斯在過去亦曾被警告6次之多。人權觀察則指出，法庭以迪亞斯·埃爾南德斯與罪犯會面及擾亂公共秩序為由，判處迪亞斯·埃爾南德斯有罪。迪亞斯·埃爾南德斯之後被判處入獄四年，並被押送至莫隆 卡納萊塔監獄服刑。
在迪亞斯·埃爾南德斯被逮捕後，人權觀察和國際特赦組織批評他的審判是不公平的，並指出他的律師沒有足夠的時間來準備辯護。隨後，國際特赦組織把迪亞斯·埃爾南德斯稱為「良心犯」，並要求古巴政府馬上釋放他。保護記者委員會亦批評古巴政府逮捕迪亞斯·埃爾南德斯，並指出這次逮捕是對獨立新聞的「打擊」。同時，無國界記者亦寫信予古巴共產黨中央委員會第一書記菲德爾·卡斯特羅，並要求馬上釋放迪亞斯·埃爾南德斯。另一方面，迪亞斯·埃爾南德斯自己則在首十日監禁中絕食抗議政府監禁他。迪亞斯·埃爾南德斯於同年11月獲保護記者委員會頒發国际新闻自由奖，但卻因在囚而的無法參加頒獎典禮。
於2001年1月，迪亞斯·埃爾南德斯獲釋放。出獄後，他繼續在阿維拉獨立記者合作組織工作。但於2002年3月，因懼怕再次被逮捕，迪亞斯·埃爾南德斯決定移民往美國。他在美國獲庇護，並居住在德克薩斯州沃斯堡裡。